# 最上義守
最上義守（1521年－1590年6月19日）是出羽國的戰國大名。最上氏第10代當主。父親是中野義清（中野義建的兒子‧最上義淳的孫兒）。伊達政宗的外祖父。幼名是長松丸。官位是從四位上、修理大夫、出羽守。

## 生平

### 繼任家督
永正17年（1520年），前代當主義定（義守的伯祖）沒有嗣子就死去，義定侧室之兄伊達稙宗因此企圖把最上家傀儡化。但是在同年，上山城城主上山義房向伊達家舉起反旗，周邊的豪族亦支持義房，因此稙宗妥協。大永2年（1522年），因為中野氏與最上氏是同族，義守被迎為當主，於是以2歳之齡繼承家督。

### 家督時期
在天文4年（1535年）復建山寺立石寺，為最上家領內的復興努力。這個時期的最上氏實際上是臣服於伊達氏，但是天文11年（1542年）伊達稙宗和兒子晴宗之間不和並發生天文之亂，於是受重臣氏家定直和谷粕相模守的輔助並加入稙宗方参戰，奪回長谷堂城並從伊達氏處獨立立來企圖擴大勢力，但是在這次亂事以晴宗方勝利告終，之後計劃與晴宗修復關係。之後在永祿3年（1560年）進攻寒河江城城主大江兼廣等，努力地擴大勢力，不過最後失敗。將軍足利義輝在這年派遣使者把偏諱賜予嫡男義光，翌年（1561年）回禮而向義輝贈送鷹。在永祿6年（1563年）與義光一同上洛並謁見義輝。

### 天正最上之亂
因為義守溺愛次男義時（真實性成疑）而疏遠義光並把義光幽禁在高榆。義光在被幽閉前逃脫並發動政變。此時伊達輝宗進行干渉，最上家再度陷入危機，但是在重臣氏家定直的仲介下一時間達成和睦。不過在定直死後，義守再次與義光進行鬥爭並失敗，之後被強制隱居（天正最上之亂）。這次事件在近年被懷疑是否事實，實際上義守在元龜2年（1571年）出家並改名為榮林，事實上已經遁入空門，可能是義守和義光之間有什麼爭執，之後引起了警戒義光的伊達家和其他諸侯的反應和干渉。
在天正18年（1590年）5月18日死去，享年70歲。戒名是龍門寺殿羽典榮林義公大居士。義光因為父親的葬禮而在小田原征伐参陣時遲到了很多，但是因為德川家康的求情而成功保住領地。

## 外部連結
- 【最上義守/もがみよしもり】　～歴代最長期の山形城主～ （页面存档备份，存于）